# Nava Starr
Pour les articles homonymes, voir Starr.
Nava Starr (née Nava Gordon, Nava Shterenberg après son premier mariage), est une joueuse d'échecs canadienne née le 4 avril 1949 à Riga en Lettonie.

## Biographie et carrière
Nava Starr remporte le championnat canadien féminin à huit reprises de 1978 à 2001.
Elle reçoit le titre de maître international féminin après son premier titre en 1978.
Elle représente le Canada lors de treize olympiades de 1976 à 2014, remportant la médaille d'or individuelle au deuxième échiquier en 1976 et la médaille de bronze individuelle au premier échiquier en 1982.